# Kulai
Kulai – miasto w Malezji, w stanie Johor. W 2000 roku liczyło 48 546 mieszkańców.